# Fabio Morandini
Fabio Morandini (Predazzo, 17 dicembre 1945) è un ex combinatista nordico italiano.

## Biografia
Nato a Predazzo, in Trentino, nel 1945, a 22 anni ha preso parte ai Giochi olimpici di Grenoble 1968, terminando 17º con 398.26 punti.
Quattro anni dopo ha partecipato di nuovo alle Olimpiadi, quelle di Sapporo 1972, chiudendo 30º con 340.68 punti.
Ai campionati italiani ha vinto due ori, quattro argenti e due bronzi nell'individuale.
Dopo il ritiro è diventato allenatore e in seguito dirigente federale. È stato anche giudice di combinata nordica e salto con gli sci ai Giochi di Lillehammer 1994.